# Odna iz mnogich
Odna iz mnogich (Одна из многих) è un film del 1916 diretto da Evgenij Bauėr.